# Bhishma

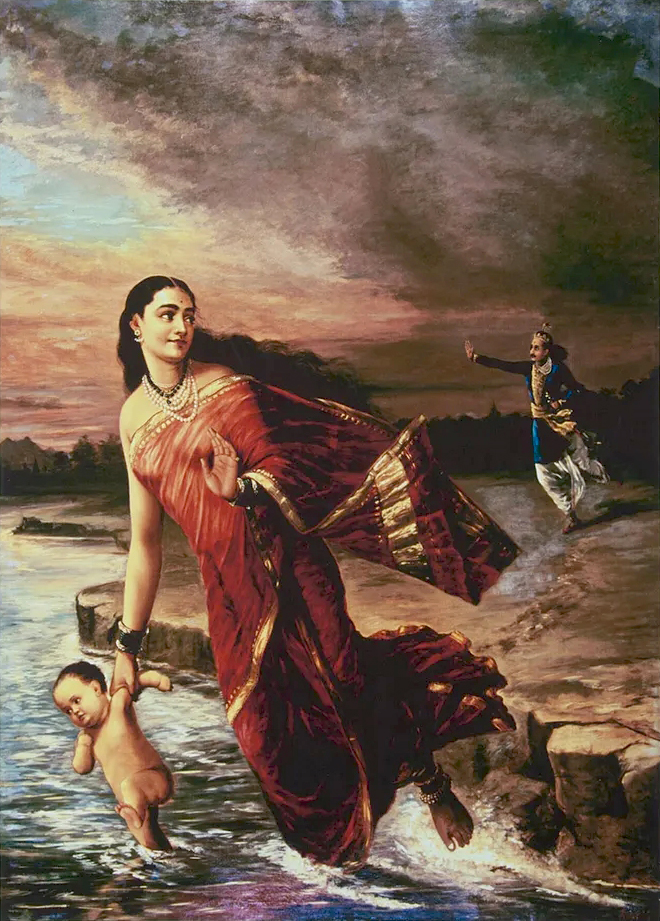
Shantanu voorkomt dat godin Ganga hun achtste kind Devavrata verdrinkt, Raja Ravi Varma, olieverfschilderij, 1890

Bhishma (die een verschrikkelijke eed aflegt en zich eraan houdt, Prabhasa, Devavrata) was het stamhoofd van de Kuru's, waar zowel de Kaurava's als hun neven de Pandava's toe behoorden. Bhishma was het achtste kind van de godin Ganga en Shantanu. In de strijd op Kurukshetra tussen de pandava's en kaurava's was Bhishma de legeraanvoerder van de kaurava's. Bhishma streed met pandava Arjuna, die Krishna als wagenmenner had. Bhishma werd verslagen, lag op een bed van pijlen en overleed na het einde van de slag.

## Geboorte en naam
De Mahabharata vertelt over de geschiedenis waarin Krishna de pandava's bijstaat in hun strijd tegen hun neven de kaurava's, die hen geen enkel grondgebied willen afstaan. Op een dag waren de acht Vasu's met hun vrouwen in de buurt van de hermitage van de wijze Prajapati Vasishtha gekomen, waar hij een koe met kalf hield. De melk van de koe was een onsterfelijkheidsdrank en een van de vrouwen wilde dat haar echtgenoot, Prabhasa, Devavrata, de koe zou meenemen. Vasishtha sprak daarop de vloek uit, dat de vasu's op aarde geboren zouden worden. De vasu's vroegen Ganga of ze naar de aarde wilde afdalen om een geschikte echtgenoot te vinden en hun moeder te worden. Als ze hen dan gelijk na de geboorte verdronk, zouden ze weer vrij zijn. Ganga liet haar echtgenoot Santanu beloven haar haar gang te laten gaan, maar toen ze ook hun achtste kind wilde verdrinken kon Santanu het niet langer aanzien en zo bleef het achtste kind, Devavrata, op aarde leven. Ganga vertrok, Santanu huwde Satyavati en om geen belemmering te vormen voor hun kinderen legde Devavrata de eed af, dat hij geen koning zou worden en een celibatair leven zou leiden. Daarom kreeg hij de naam Bhishma, hij die een zware eed aflegt en zich er aan houdt.

## Amba, Sikhandin
Bhishma ging op een gegeven moment strijden om zijn halfbroer Vichitravirya aan een vrouw te helpen. Hij won in een wedstrijd de drie dochters van de koning van Kasi: Amba, Ambika en Ambalika. Ze waren niet blij dat ze door Bhishma, die al een oude man was, waren gewonnen. Daarbij was Amba al verliefd op Salva, de koning van Saribala, die hen de weg versperde toen ze op weg waren naar Hastinapura. Bhishma versloeg Salva met zijn boog, maar doodde hem niet. Toen Bhishma er achter kwam, dat Salva Amba's minnaar was, liet hij haar gaan om met Salva te trouwen, maar die wilde daar niet meer van weten, nadat hij de strijd tegen Bhishma verloren had. Om wraak op Bhishma te nemen zocht Amba naar iemand om het tegen hem op te nemen, maar ze vond niemand. Ze won door verstervingen bij de god Subrahmanya een eeuwig frisse lotuskrans, die de toekomstige bevechter van Bhishma zou dragen. Ze hing de krans aan de poort van Kampilya, de hoofdstad van koning Drupada en stapte in het vuur. Ze werd als dochter van Drupada geboren, maar zou een man worden: Sikhandin. Sikhandin zou op de tiende dag van de grote strijd op Kurukshetra Bhishma helpen doden.

## Arjuna en Krishna

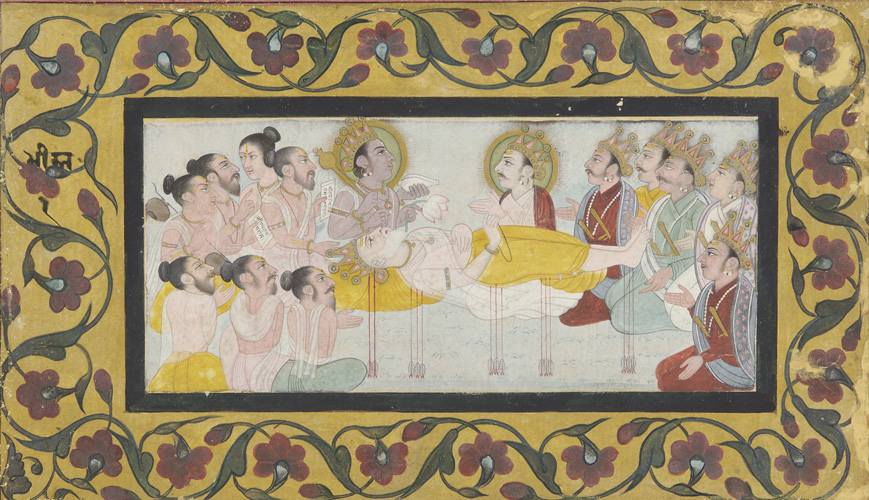
Bhishma op zijn sterfbed van pijlen, 17e eeuw

Toen de grote strijd onafwendbaar bleek en de Kaurava's zelfs niet naar wijze raad van Maitreya en Krishna wilden luisteren om de pandava's te geven waar ze recht op hadden, werden de opperbevelhebbers gekozen: Bhishma aan de kant van de kaurava's en Dhristadyumna, de broer van Draupadi (Drupada's dochter en echtgenote van de vijf pandava's), aan de kant van de pandava's. Toen Bhishma tegenover Arjuna kwam te staan, sprong Krishna tot tweemaal toe uit de wagen om Bhishma met zijn discus te bedreigen, want hij was van mening dat Arjuna niet genoeg zijn best deed om de opperbevelhebber van de tegenpartij te doden. Arjuna verontschuldigde zich bij Krishna en Krishna klom weer in de wagen. Op de tiende dag schoot Sikhandin zijn pijlen op Bhishma af, maar Bhishma weigerde terug te schieten, omdat hij wist dat Sikhandin als vrouw geboren was en hij niet tegen vrouwen streed. Sikhandin was Arjuna tot schild en Arjuna schoot zijn pijlen op Bhishma af, die nu dodelijk geraakt werd en neerviel. Bhishma viel niet op de grond, omdat er zoveel pijlen in hem staken, dat hij de aarde niet kon raken. Arjuna schoot op Bhishma's verzoek drie pijlen in de grond om hem tot hoofdsteun te dienen en nóg een pijl, waarop er water uit de grond spoot om Bhishma's dorst te lessen. Iedereen kon afscheid van de grote Bhishma nemen voor hij aan het eind van de oorlog werkelijk de laatste adem uitblies. Drona volgde hem als bevelhebber op en Karna (de zesde pandava, die aan de zijde van de kaurava's streed, omdat hij niet wist dat ook hij de zoon van Kunti was) na hem. De strijd was hevig en uiteindelijk wonnen de pandava's en werd Yudhishthira koning. De pandava's reisden naar de bergen, waar ze stierven en swarga (de hemel) binnengingen. Met Krishna's overlijden begon de Kali yuga (3102 v. chr.), het tijdperk van verval.